# Partizánske
Partizánske – miasto powiatowe na Słowacji, w kraju trenczyńskim, nad Nitrą (dopływ Dunaju). Około 24,1 tys. mieszkańców (2011).
Dzisiejsze Partizánske powstało w 1938 poprzez połączenie kilku wsi – Malé Bielice, Veľké Bielice oraz Šimonovany. Od nazwy tej ostatniej pochodziła pierwsza nazwa połączonych miejscowości, obowiązująca do 1948. Następnie przez rok używano nazwy Baťovany (od powstałej w 1938 fabryki butów Baty), a od 1949 obowiązuje obecna nazwa.
Jest to miasto planowane.